# Luceria
Luceria é um gênero de traça pertencente à família Arctiidae.